# Moyamoya-syndroom

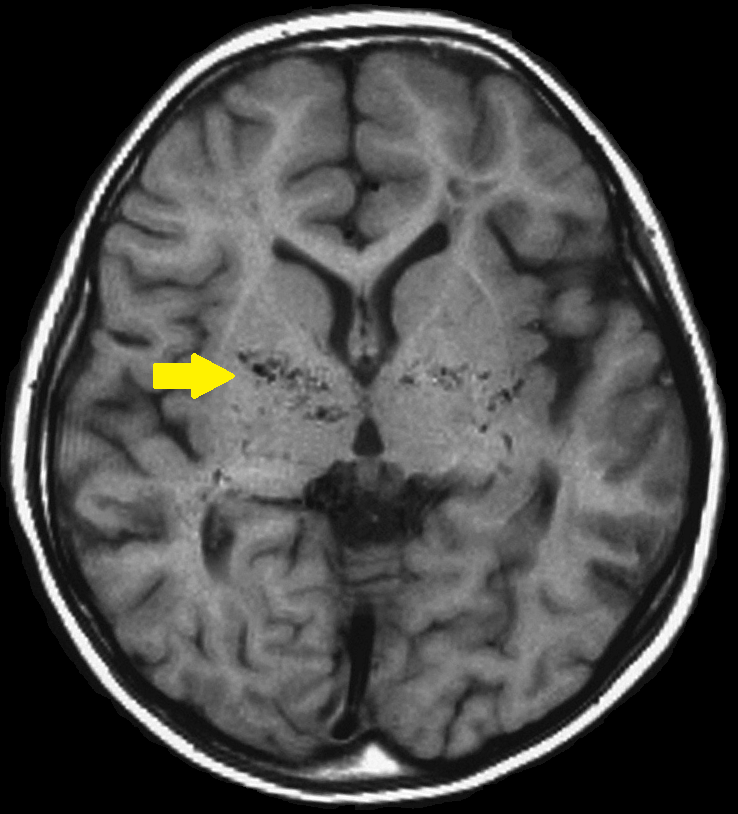
Moyamoya-syndroom

Moyamoya is een ziekte die in de jaren 60 bekend werd in Japan, maar in de rest van de wereld zeldzaam is. Bij Moyamoya treedt een vernauwing van de bloedvaten naar de hersenen op. Omdat de hersenen toch bloed nodig hebben, groeit er een netwerk van haarvaten om de vernauwde bloedvaten heen. Op een scan ziet dit er uit als een rookwolk. In het Japans betekent moyamoya dan ook "rookwolkjes".
Het komt vaak voor bij kinderen, tussen de 0 en 10 jaar, maar ook bij volwassenen, met name tussen de 30 en 40 jaar.
Doordat de hersenen te weinig bloed (zuurstof) krijgen, treden TIA's op, die gepaard kunnen gaan met tijdelijke verlamming. Als uiteindelijk het netwerk van haarvaten de bloedtoevoer niet meer aankan, is een beroerte of herseninfarct het gevolg.
Moyamoya is nog niet te genezen, maar wel te behandelen. De neurochirurg maakt dan een bypass door een nieuwe slagader in het gebied met te weinig bloed aan te leggen, zodat de bloedtoevoer naar de hersenen verbeterd wordt. Deze operatie wordt in Nederland alleen in het UMC Utrecht uitgevoerd.